# Петерс (лунный кратер)
Кратер Петерс (лат. Peters) — небольшой ударный кратер в северном полушарии видимой стороны Луны. Название присвоено в честь немецкого астронома Христиана Ивановича Петерса (1806—1880)  и утверждено Международным астрономическим союзом в 1935 г. 

## Описание кратера
Ближайшими соседями кратера являются кратер Нейсон на западе; кратер Арнольд на востоке-юго-востоке и кратер Муаньо на юге. Селенографические координаты центра кратера 68°04′ с. ш. 29°23′ в. д. / 68,07° с. ш. 29,39° в. д., диаметр 14,7 км, глубина 500 м.
Кратер Петерс имеет циркулярную форму и затоплен лавой над поверхностью которой выступает сглаженная вершина вала с узким внутренним склоном. От юго-восточной части вала отходит короткий хребет. Дно чаши ровное, отмечено несколькими мелкими кратерами.

## Сателлитные кратеры
Отсутствуют.

## См.также
- Список кратеров на Луне
- Лунный кратер
- Морфологический каталог кратеров Луны
- Планетная номенклатура
- Селенография
- Минералогия Луны
- Геология Луны
- Поздняя тяжёлая бомбардировка